# Patogen
Patogen, izazivač bolesti, klica (od грч. πάθος, i грч. γἰγνομαι u slobodnom prevodu "onaj koji uzrokuje patnju"; енгл. pathogen, infective, infectious, morbific, pathogenic), je biološki agens koji uzrokuje bolest organizma. U patogene agense spadaju bakterije, virusi, gljivice, prioni (engl. proteinaceous infectious particle) i paraziti. Patogen se takođe može nazvati infektivnim agensom ili jednostavno klicom. Termin je prvi put primenjen око 1880, a nešto ređe se koristi i za označavanje agenasa koji u organizmu izazivaju nezarazne bolesti kao što su npr. „hemijski patogeni“.
Termin patogen je ušao u upotrebu 1880-ih. Tipično, termin patogen se koristi da opiše infektivni mikroorganizam ili agens, kao što je virus, bakterija, protozoa, prion, viroid ili gljiva. Male životinje, kao što su helminti i insekti, takođe mogu izazvati ili preneti bolest. Međutim, ove životinje se obično nazivaju parazitima, a ne patogenima. Naučno proučavanje mikroskopskih organizama, uključujući mikroskopske patogene organizme, naziva se mikrobiologija, dok se parazitologija odnosi na naučno proučavanje parazita i organizama koji ih ugošćuju.

## Patogenost
Patogenost je potencijalni kapacitet patogena da izazove bolest, koji uključuje kombinaciju infektivnosti (sposobnost patogena da inficira domaćine) i virulencije (ozbiljnost bolesti domaćina). Kohovi postulati se koriste za uspostavljanje uzročno-posledičnih veza između mikrobnih patogena i bolesti. Dok meningitis može biti uzrokovan raznim bakterijskim, virusnim, gljivičnim i parazitskim patogenima, koleru izazivaju samo neki sojevi Vibrio cholerae. Pored toga, neki patogeni mogu izazvati bolest samo kod domaćina sa imunodeficijencijom. Ove oportunističke infekcije često uključuju infekcije stečene u bolnici među pacijentima koji se već bore protiv drugog stanja.
Infektivnost uključuje prenos patogena direktnim kontaktom sa telesnim tečnostima ili kapljicama u vazduhu zaraženih domaćina, indirektnim kontaktom koji uključuje kontaminirana područja/predmete, ili prenosom živih vektora kao što su komarci i krpelji. Osnovni reproduktivni broj infekcije je očekivani broj narednih slučajeva koje će verovatno izazvati putem transmisije.
Virulencija uključuje patogene koji ekstrahuju hranljive materije domaćina za svoj opstanak, izbegavajući imunski sistem domaćina tako što proizvode mikrobne toksine i izazivaju imunosupresiju. Optimalna virulencija opisuje teoretizovanu ravnotežu između širenja patogena na dodatne domaćine kako bi parazitirao resurse, dok se smanjuje njihova virulentnost kako bi domaćini živeli za vertikalni prenos na svoje potomstvo.

## Vrste
Najčešće prisutni patogeni mikroorganizmi u okruženju čoveka su; bakterije, virusi, prioni, rikecije, klamidije, gljivice i paraziti.
Prema patogenim osobinama ili riziku po zdravlje mikroorganizmi se mogu podeliti na:
- Mikroorganizmi sa niskim ličnim i društvenim rizikom, koji ne uzrokuju infekciju u organizmu zdravih osoba.
- Mikroorganizmi sa srednjim ili ograničenim ličnim i društvenim rizikom, ili mikroorganizme koji ne izazivaju «ozbiljne» infekcije, odnosno infekcije opasne po život.
- Mikroorganizmi sa visokim ličnim i društvenim rizikom,ili mikroorganizme koji uzrokuju infekcije koje se ne šire socijalnim kontaktom.
- Mikroorganizmi sa visokim rizikom koji uzrokuju bolesti (često neizlečive) koje se prenose socijalnim, direktnim ili indirektnim kontaktima.

### Bakterije
Bakterije su u čovekovom okruženju najzastupljeniji patogeni agensi (mikroorganizmi) odgovorni za pojavu velikog broja bolesti. Bakterije su jednoćelijski mikroorganizmi, koji žive samostalno ili u raznim grupacijama ili kolonijama. Na osnovu njihovih oblika bakterije se dele na:
- koke,
- bacile,
- spirila i
- vibrione

U odnosu na zavisnost od kiseonika bakterije se dele na;
- Aerobne - bakterije koje za život trebaju kiseonik.
- Anaerobne - bakterije koje mogu da žive bez kiseonika.
- Anaaerobe - bakterije koje mogu da žive u oba okruženja.

Neke vrste bakterija svoje patogeno dejstvo ispoljavaju direktnim uništavanjem ćelije svog domaćina, a druge (u koje spada najveći broj bakterijskih vrsta) koje proizvode toksine (otrove) koji nanose štetu metabolizmu ćelija domaćina.

### Virusi
Virusi su acelularni-nećelijski, ultramikroskopski, mikroorganizmi  nesposobni da se razmnožavaju van ćelije domaćina. Izvan ćelije domaćina oni ne pokazuju osobine živih bića, čak mogu i da kristalizuju, pri čemu i u tom obliku zadržavaju sposobnost infekcije ćelije.
Za viruse se u pravom smislu može reći da se nalaze između živog i neživog sveta. Prisustvo nukleinske kiseline i sposobnost da se ona menja (mutira) čime se virusi prilagođavaju promenama u spoljašnjoj sredini kao i prisustvo proteina su svojstva živih bića. S druge strane, u odnosu na živi svet, virusi nemaju ćelijsku građu (acelularni su), niti sposobnost obavljanja metabolizma. Kako im sve to nedostaje oni se mogu razmnožavati samo unutar žive ćelije.
Iako se virusi tradicionalno definišu kao nećelijske infektivne čestica, neki gigantski virusi poput Mimivirusa (koji inficiraju amebe) imaju genom koji se može po veličini uporediti sa bakterijama (1,2 milion baznih parova) i sadrže brojne ćelijske enzime. Brojna istraživanja su pokazala da je Mimivirus vervatno evoluirao od bakterije kroz evolutivne promene. Slične promene verovatno su doživeli i drugi veliki DNK virusi poput herpes virusa. Mimivirus čak može biti napadnuto od strane manjih virusa pod nazivom "virofag".
Zrela virusna, vanćelijska, čestica sposobna da inficira ćeliju domaćina naziva se virion. Ulaskom u ćeliju virion postaje aktivan tj. virus. Virus u ćeliji preuzima kontrolu nad molekularnim aparatom domaćina i koristi ga za sopstveno razmnožavanje. Ćelija domaćina tada stvara delove virusa, a ne materije koje su njoj potrebne za normalan rad. To u domaćinu dovodi do patološkog stanja (bolesti), pa se virusi smatraju isključivim unutarćelijskim – obligatnim parazitima.

### Viroidi
Viroidi su najmanji poznati zarazni patogeni  koje ne treba.mešati sa virusoidima ili virusima. Po svojoj graži viroidi su male jednolančane, kružne RNK za koje se zna da izazivaju samo biljne bolesti, kao što je viroid gomolja vretena krompira koji pogađa različite poljoprivredne kulture. Viroidna RNK nije zaštićena proteinskim omotačem i ne kodira nikakve proteine, već deluje samo kao ribozim koji katalizuje druge biohemijske reakcije.

### Prioni
Prioni (engl. proteinaceous infectious particle) su posebni oblici proteina koji mogu izazvati neke bolesti kod ljudi i životinja. Nastaju mutacijom gena koji kodira jedan protein ljudskog tela, „prion protein“. Ovako izmenjeni proteini mogu se preneti na druge osobe (poprimaju osobine patogena) i tada izazivajući promenu konformacije prion proteina kod obolelih oni razvijaju bolest u organizmu ljudi i životinja.

### Gljivice
Patogene gljivice su gljive koje uzrokuju bolesti kod ljudi ili drugih organizama. Deo medicine, koja se bavi proučavanjem patogenih gljiva naziva se Medicinska mikologija.
Gljive spadaju u najrasprostranjenije organizme na Zemlji, iz grupe eukariota. Gljive su jednoćelijski i višećelijski organizmi, koji se razmnožavaju polno i bespolno, a telo višećelijskih gljiva organizovano je u vidu micelija ili pseudomicelija, sastavljenih od hifa koje poput paukove mreže, prorastaju supstrat na kome se razmnožavaju. Iako su gljivice eukariotski organizme mnoge patogene gljivice su mikroorganizmi.
Gljive predstavljaju zaseban oblik života na zemlji koji je razvio tri osnovne strategije preživljavanja u prirodi:
- Gljive simbionti
- Gljive saprobionti
- Gljive paraziti (patogene gljivice) koje napadaju žive biljke, životinje, ljude i druge gljive.

### Ostali patogeni-paraziti
Protozoe su jednoćelijski eukarioti koji se hrane mikroorganizmima i organskim tkivima. Mnogi protozoi deluju kao patogeni paraziti koji izazivaju bolesti kao što su malarija, amebijaza, đardijaza, toksoplazmoza, kriptosporidioza, trihomonijaza, Šagasova bolest, lajšmanijaza, afrička tripanosomijaza (bolest spavanja), Acanthamoeba moencefalitis (primarni keratitis kod muškaraca).
Parazitski crvi (helminti) su makroparaziti koji se mogu videti golim okom. Crvi žive i hrane se u svom živom domaćinu, dobijajući hranljive materije i sklonište u digestivnom traktu ili krvotoku svog domaćina. Oni takođe manipulišu imunološkim sistemom domaćina tako što luče imunomodulatorne proizvode koji im omogućavaju da godinama žive u svom domaćinu.  Helmintijaza je generalizovani termin za infekcije parazitskim crvima, koje obično uključuju okrugle gliste, trakavice i ravne gliste.

## Seksualne interakcije
Mnogi patogeni su sposobni za seksualnu interakciju. Među patogenim bakterijama, seksualna interakcija se javlja između ćelija iste vrste procesom genetske transformacije. Transformacija uključuje prenos DNK iz ćelije donora u ćeliju primaoca i integraciju DNK donora u genom primaoca putem genetske rekombinacije. Bakterijski patogeni Helicobacter pilori, Haemophilus influenzae, Legionella pneumophila, Neisseria gonorrhoeae i Streptococcus pneumoniae često prolaze kroz transformaciju da bi modifikovali svoj genom za dodatne osobine  izbegavanj  imunih ćelija domaćina.
Eukariotski patogeni su često sposobni za seksualnu interakciju kroz proces koji uključuje mejozu i oplodnju. Mejoza uključuje intimno uparivanje homolognih hromozoma i rekombinaciju između njih. Primeri eukariotskih patogena sposobnih za pol uključuju parazite protozoa Plasmodium falciparum, Tokoplasma gondii, Tripanosoma brucei, Giardia intestinalis i gljive Aspergillus fumigatus, Candida albicans i Criptococcus neo.
Virusi takođe mogu biti podvrgnuti seksualnoj interakciji kada dva ili više virusnih genoma uđu u istu ćeliju domaćina. Ovaj proces uključuje uparivanje homolognih genoma i rekombinaciju između njih procesom koji se naziva reaktivacija višestrukosti. Virus herpes simpleksa, virus humane imunodeficijencije i virus vakcinije podležu ovom obliku seksualne interakcije.
Ovi procesi seksualne rekombinacije između homolognih genoma značajni su i zbog podržavanja popravke genetskih oštećenja uzrokovanih stresorima iz okoline i imunološkim sistemom domaćina.

## Terapija

### Prioni
Uprkos mnogim pokušajima, nije dokazano da terapija zaustavlja napredovanje prionskih bolesti.

### Virusi
Za neke virusne patogene postoje različite mogućnosti prevencije i lečenja. Vakcine su jedna uobičajena i efikasna preventivna mera protiv raznih virusnih patogena. Vakcine aktiviraju imuni sistem domaćina, tako da kada potencijalni domaćin naiđe na virus  imuni sistem može brzo da se odbrani od infekcije. Vakcine dizajnirane protiv virusa uključuju godišnje vakcine protiv gripa i dve doze MMR vakcine protiv malih boginja, zauški i rubeole. Vakcine nisu dostupne protiv virusa odgovornih za HIV/AIDS, dengu i čikungunju.
Lečenje virusnih infekcija često podrazumeva lečenje simptoma infekcije, a ne davanje lekova za borbu protiv samog virusnog patogena. Lečenje simptoma virusne infekcije daje imunom sistemu domaćina vremena da razvije antitela protiv virusnog patogena. Međutim, za HIV se sprovodi visoko aktivna antiretrovirusna terapija (HAART) kako bi se sprečilo da virusna bolest pređe u SIDU kako se imune ćelije sve više gube.

### Bakterije
Slično virusnim patogenima, infekcija određenim bakterijskim patogenima može se sprečiti vakcinama.  Vakcine protiv bakterijskih patogena uključuju vakcinu protiv antraksa i pneumokoknu vakcinu. Za mnogo drugih bakterijskim patogena za sada nedostaju vakcine kao preventivna mera, ali infekcija ovim bakterijama se često može lečiti ili sprečiti antibioticima. Uobičajeni antibiotici uključuju amoksicilin, ciprofloksacin i doksiciklin. Svaki antibiotik ima različita dejstva prema bakterijama protiv kojih je efikasan i ima različite mehanizme za ubijanje te vrste bakterija. Na primer, doksiciklin inhibira sintezu novih proteina u gram-negativnim i gram-pozitivnim bakterijama, što ga čini antibiotikom širokog spektra koji može da ubije većinu bakterijskih vrsta.
Zbog zloupotrebe antibiotika, kao što su prerano okončana primena izlažu bakterije evolucionom pritisku pod subletalnim dozama, tako da su neki bakterijski patogeni razvili otpornost na antibiotike.  Na primer, genetski različit soj Staphilococcus aureus koji se zove MRSA otporan je na obično propisane beta-laktamske antibiotike. Izveštaj Centra za kontrolu i prevenciju bolesti (CDC) iz 2013. procenjuje da u Sjedinjenim Američkim Državama najmanje 2 miliona ljudi godišnje dobije bakterijsku infekciju otpornu na antibiotike, pri čemu najmanje 23.000 pacijenata zbog toga umre od infekcije. Imajući ovo u vidu u borbi protiv bakterija, neophodni su novi antibiotici. Jedan od ciljnih dejstava za nove antimikrobne lekove uključuje inhibiciju DNK metiltransferaza, pošto ovi proteini kontrolišu nivoe ekspresije za druge gene, kao što su oni koji kodiraju faktore virulencije.

### Gljivice
Infekcija gljivičnim patogenima leči se lekovima protiv gljivica. Atletsko stopalo, svrab i lišajevi su gljivične infekcije kože koje se leče lokalnim lekovima protiv gljivica kao što je klotrimazol.
Infekcije koje uključuju vrstu kvasca Candida albicans izazivaju oralni sor i vaginalne gljivične infekcije. Unutrašnje infekcije gljiivicama mogu se lečiti kremama protiv gljivica ili oralnim antimikotičnim lekovima. Uobičajeni lekovi protiv gljivica za unutrašnje infekcije uključuju lekove kao što su ehinokandin  i flukonazol.

### Alge
Dok se alge obično ne smatraju patogenima, rod Prototheca izaziva bolesti kod ljudi. Terapija za prototekozu je trenutno u istražuje i ne postoji doslednost u njenom kliničkom tretmanu.

## Napomene
1. ↑  Veličina virusa kreće se od 10–300 nm (1 nm ili 0,000001 mm) tako da se mogu videti samo elektronskim mikroskopom što znači da su ultramikroskopski.

## Literatura
- Urban, M.; Cuzick, A.; Rutherford, K.; Irvine, A. G.; Pedro, H.; Pant, R.; Sadanadan, V.; Khamari, L.; Billal, S.; Mohanty, S.; Hammond-Kosack, K. (2017). „PHI-base: a new interface and further additions for the multi-species pathogen-host interactions database”. Nucleic Acids Res. 45 (D1): D604—D610. PMC 5210566 . PMID 27915230. doi:10.1093/nar/gkw1089.
- Winnenburg, R.; Baldwin, T.K.; Urban, M.; Rawlings, C.; Köhler, J.; Hammond-Kosack, K.E. (2014). „PHI-base: a new database for pathogen host interactions”. Nucleic Acids Research. 34 (Database Issue): D459—464. PMC 1347410 . PMID 16381911. doi:10.1093/nar/gkj047.
- Baldwin, T.K.; Winnenburg, R.; Urban, M.; Rawlings, C.; Köhler, J.; Hammond-Kosack, K.E. (2006). „The pathogen-host interactions database (PHI-base) provides insights into generic and novel themes of pathogenicity”. Molecular Plant-Microbe Interactions. 19 (12): 1451—1462. Bibcode:2006MPMI...19.1451B. PMID 17153929. doi:10.1094/mpmi-19-1451 .
- Winnenburg, R.; Urban, M.; Beacham, A.; Baldwin, T.K.; Holland, S.; Lindeberg, M.; Hansen, H.; Rawlings, C.; Hammond-Kosack, K.E.; Köhler, J. (2008). „PHI-base update: additions to the pathogen host interactions database”. Nucleic Acids Research. 36 (Database Issue): D572—576. PMC 2238852 . PMID 17942425. doi:10.1093/nar/gkm858.
- Urban, M.; Pant, R.; Raghunath, A.; Irvine, A.G.; Pedro, H.; Hammond-Kosack, K.E. (2015). „The Pathogen-Host Interactions database (PHI-base): additions and future developments”. Nucleic Acids Research. 43 (Database Issue): D645—D655. PMC 4383963 . PMID 25414340. doi:10.1093/nar/gku1165.
- Urban, M.; Irvine, A. G.; Raghunath, A.; Cuzick, A.; Hammond-Kosack, K.E. (2015). „Using the pathogen-host interactions database (PHI-base) to investigate plant pathogen genomes and genes implicated in virulence”. Front Plant Sci. 6: 605. PMC 4526803 . PMID 26300902. doi:10.3389/fpls.2015.00605 .
- Brown, N. A.; Urban, M.; Hammond-Kosack, K.E. (2016). „The trans-kingdom identification of negative regulators of pathogen hypervirulence”. FEMS Microbiol Rev. 40 (1): 19—40. PMC 4703069 . PMID 26468211. doi:10.1093/femsre/fuv042.
- Urban, M; Cuzick, A; Seager, J; Wood, V; Rutherford, K; Venkatesh, SY; De Silva, N; Martinez, MC; Pedro, H; Yates, AD; Hassani-Pak, K; Hammond-Kosack, KE (8. 1. 2020). „PHI-base: the pathogen-host interactions database.”. Nucleic Acids Research. 48 (D1): D613—D620. PMC 7145647 . PMID 31733065. doi:10.1093/nar/gkz904.
- Rodriguez-Iglesias, A.; Rodriguez-Gonzalez, A.; Irvine, A.G.; Sesma, A.; Urban, M.; Hammond-Kosack, K.E.; Wilkinson, M.D. (2016). „Publishing FAIR Data: An Exemplar Methodology Utilizing PHI-Base”. Front Plant Sci. 7: 641. PMC 4922217 . PMID 27433158. doi:10.3389/fpls.2016.00641 .

## Spoljašnje veze
- (1)
- (2)

|  | Molimo Vas, obratite pažnju na važno upozorenje u vezi sa temama iz oblasti medicine (zdravlja). |